# Nami yo Kiitekure
Nami yo Kiitekure (japanisch 波よ聞いてくれ) ist eine Mangaserie von Hiroaki Samura, die seit 2014 in Japan erscheint. Sie ist in die Genres Drama und Comedy einzuordnen und wurde 2020 als Anime-Fernsehserie umgesetzt. Diese kam international als Wave, Listen to Me! heraus. Die Serie erzählt von einer Radio-Moderatorin in Sapporo, die zufällig zum Medium kam und darin über den Frust in ihren Leben in fiktionalisierter Form erzählt.

## Inhalt
Minare Koda (鼓田 ミナレ) hat gerade ihren Freund Mitsuo Suga (須賀 光雄) verlassen, nachdem der nur hinter ihrem Geld her war. Sie betrinkt sich und erzählt in der Bar einem Fremden ihr Leid. Der stellt sich als Radioproduzent Kanetsugu Matō (麻藤 兼嗣) heraus, der ihre unterhaltsam vorgetragene Klage am nächsten Abend in seinem Sender abspielt. Minare bekommt das bei ihrer Arbeit in der Currybar Voyager mit, rennt zum Studio und spricht zum Schluss noch live ein. Matō will sie mit ihrer energischen Stimme und Gesprächigkeit in sein Programm holen und bietet ihr einen Sendeplatz an. Währenddessen verliert Minare ihren Job, weil ihrem Chef ihre offene, aber auch ungehobelte Art gegenüber den Gästen missfällt. Ihr Kollege, der in Minare verliebte Koch Chūya Nakahara (中原 忠也), will ihr helfen und mit ihr eine eigene Gaststätte aufmachen. Das Angebot vom Radio findet er dubios und rät ihr ab. Doch Minare will es dort schließlich versuchen.
Doch Minare bekommt nur eine Sendezeit mitten in der Nacht und keinen Sponsor. Zumindest bekommt sie eine kostenlose Unterkunft im Appartement der Radio-Mitarbeiterin Mizuho Nanba (南波 瑞穂), mit der sie sich schnell anfreundet. Ihre Sendungen bestreitet Minare vor allem mit weiteren Erzählungen aus ihrem unglücklichen Leben, vermischt mit okkulten und übernatürlichen Begebenheiten zu einer ungewöhnlichen Form von Hörspiel. Doch mit dem Radio verdient sie wenig. Nachdem ihr vorheriger Chef verunglückt ist, lässt Chūya sie wieder im Voyager arbeiten. Zu ihnen stößt Makie Tachibana (城華 マキエ), die Schwester des Mannes, der den Unfall verursacht hat. Sie zeigt Interesse an Chūya, kurz nachdem Minare eine Beziehung mit ihm abgelehnt hat. Vor allem aber will sie weg von ihrem Bruder, wie sie bald offenbart, der ihr Leben kontrollieren und sie nicht aus dem Haus lassen will. Bei Chūya findet sie Unterschlupf und verliebt sich schließlich wirklich in ihn, der Minare jedoch noch nicht aufgeben kann. Die wiederum trifft sich noch einmal mit Mitsuo, der bereits mehrfach Thema ihrer nächtlichen Erzählungen war, und erhält von ihm sogar geliehenes Geld zurück. Da er das aber offenbar von einer anderen Frau geliehen und sich noch immer nicht gebessert hat, lässt Minare ihn endgültig fallen. Währenddessen lernt sie die Arbeit als Moderatorin beim Radio immer mehr lieben, wie viele Menschen sie erreichen und unterhalten kann, und will diese Karriere nun ernsthafter verfolgen.

## Veröffentlichung
Der Manga erscheint seit Juli 2014 im Magazin Afternoon beim Verlag Kodansha. Dieser brachte die Kapitel auch gesammelt in bisher sechs Bänden heraus. Diese verkauften sich etwa 40.000 Mal in den ersten Wochen nach Veröffentlichung.
Eine englische Übersetzung der Serie erscheint bei Kodanshas Ableger in den USA, Pika Édition bringt sie auf Französisch heraus, Edizioni Star Comics auf Italienisch und bei Tong Li Publishing erscheint eine chinesische Fassung.

## Animeserie
Beim Studio Sunrise entstand 2020 eine 12-teilige Adaption des Mangas als Anime-Serie für das japanische Fernsehen. Hauptautor war Shoji Yonemura und Regie führte Tatsuma Minamikawa. Das Charakterdesign entwarf Takumi Yokota und die künstlerisch Leitung lag bei Hirofumi Sakagami. Für den Ton war Tsuyoshi Takahashi verantwortlich und die CGI-Animationen leitete Koremi Kishi.
Die Serie wurde vom 3. April bis 19. Juni 2020 von den Sendern TBS, MBS, BS-TBS, CBC und HBC ausgestrahlt. Die Plattform Wakanim veröffentlichte den Anime online in Deutschland, Frankreich und Nordeuropa, unter anderem mit deutschen Untertiteln. Funimation Entertainment und AnimeLab brachten die Serie per Streaming in den USA beziehungsweise Australien und Neuseeland heraus.

### Synchronisation
| Rolle           | japanischer Sprecher (Seiyū) |
| --------------- | ---------------------------- |
| Minare Koda     | Riho Sugiyama                |
| Kanetsugu Matō  | Shinshū Fuji                 |
| Mizuho Nanba    | Manaka Iwami                 |
| Chūya Nakahara  | Masaaki Yano                 |
| Mitsuo Suga     | Daisuke Namikawa             |
| Makie Tachibana | Mamiko Noto                  |

### Musik
Die Musik der Serie wurde komponiert von Motoyoshi Iwasaki. Das Vorspannlied ist Aranami von tacica und der Abspann wurde unterlegt mit dem Lied Pride von Harumi. Während der 4. Folge wird außerdem das Lied Believe In Myself von Harumi eingespielt.